# یینوشوو
یینوشوو (به چکی: Jinošov) یک منطقهٔ مسکونی در جمهوری چک است که در منطقه تربیچ واقع شده‌است.
 یینوشوو ۵٫۰۶ کیلومتر مربع مساحت و ۳۰۹ نفر جمعیت دارد و ۴۷۳ متر بالاتر از سطح دریا واقع شده‌است.